# Silene scabriflora
Silene scabriflora är en nejlikväxtart. Silene scabriflora ingår i släktet glimmar, och familjen nejlikväxter.

## Underarter
Arten delas in i följande underarter:
- S. s. gallaecica
- S. s. megacalycina
- S. s. scabriflora
- S. s. tuberculata